# Sphenopholis obtusata
Sphenopholis obtusata är en gräsart som först beskrevs av André Michaux, och fick sitt nu gällande namn av Frank Lamson Scribner. Sphenopholis obtusata ingår i släktet Sphenopholis och familjen gräs. Inga underarter finns listade i Catalogue of Life.

## Bildgalleri

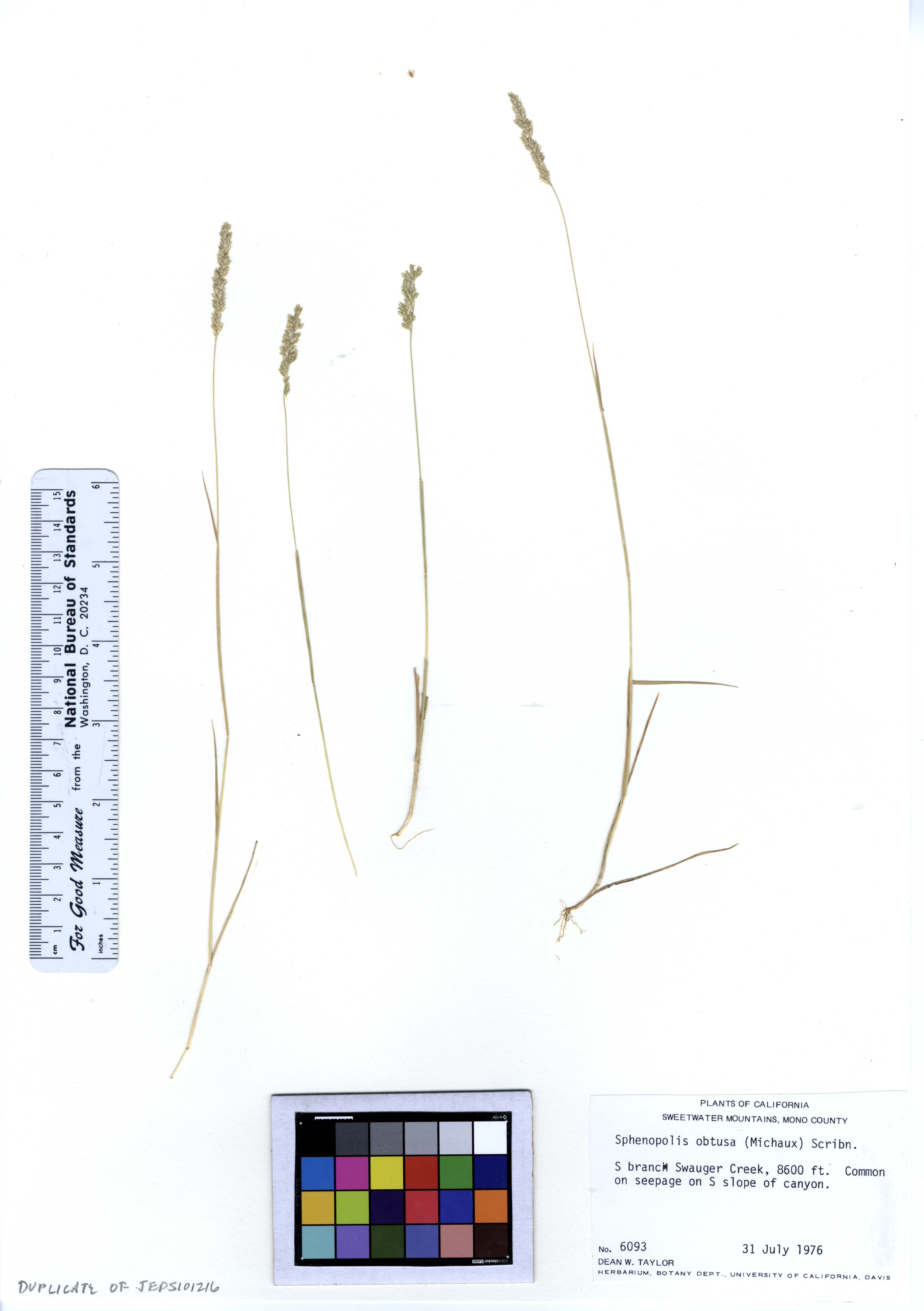
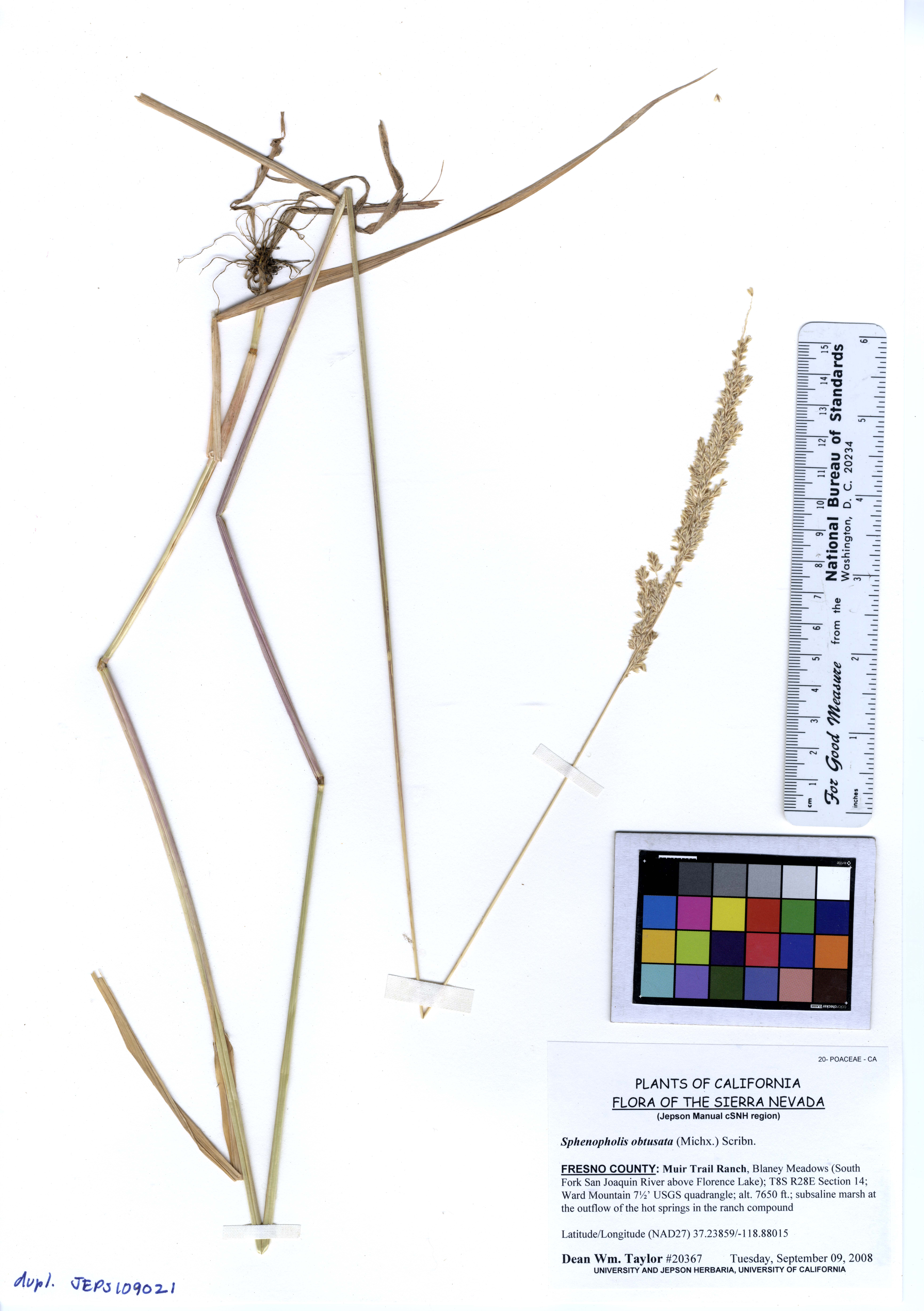